# باب المغاربة (سور جدة)
باب المغاربة أحد أبواب سور جدة الثمانية، يقع باب مكة في منطقة جدة التاريخية وسط مدينة جدة غرب المملكة العربية السعودية، يعد باب المغاربة ثالث بوابات السور الغربية، وموقعه حيث عمارة الجفالي على شارع الملك عبد العزيز حاليا، وكان باب المغاربة وحتى فتح الجزء الغربي لشارع الملك عبد العزيز في منتصف أربعينات القرن الميلادي الماضي، المخرج الوحيد للحجاج القادمين عن طريق البحر للتوجه إلى كل من مكة المكرمة والمدينة المنورة عبر باب المدينة.